# Gerhard Brenner
Gerhard Brenner (29 augustus 1918 – 29 juni 1942) was een Duitse Luftwaffepiloot tijdens de Tweede Wereldoorlog.
Brenner werd vooral bekend vanwege het feit dat hij op 22 mei 1942 verantwoordelijk was voor het tot zinken brengen van de Britse HMS Fiji tijdens de Slag om Kreta. Enkele dagen daarvoor, op 11 mei 1942, bracht hij zware beschadigingen aan de Britse torpedobootjager de HMS Jackal toe.
Naast deze twee daden was hij verantwoordelijk voor het zinken van elf geallieerde koopvaardijschepen, met een totale belading van 61.000 ton.

## Militaire loopbaan
- Gefreiter: 1 oktober 1938[1]
- ROA: 1 november 1938 (benoemt)[1]
- Unteroffizier: 1 juli 1939[1]
- Fähnrich: 1 oktober 1939[1]
- Leutnant der Reserve: 1 april 1940[1]
- Oberleutnant der Reserve: 1 april 1942[1]

## Decoraties
- Ridderkruis op 5 juli 1941 als Leutnant der Reserves en pilot in de 2.(K)/LG 1[2][3]
- IJzeren Kruis 1939, 1e klasse en 2e klasse[3]
- Gesp voor Gevechtsvluchten aan het Front voor jacht- en duikbommenwerpereenheden in zilver en brons
- Flugzeugführerabzeichen